# Сетубал (округ)
О́круг Сетуба́л, або Сетуба́льський о́круг (порт. Distrito de Setúbal) — округ у Португалії. Окружний адміністративний центр — місто Сетубал. Розташований в південно-західній частині країни, на березі Атлантичного океану. Складова регіонів Лісабон і Алентежу. За старим адміністративним поділом, що був чинним до 1976 року, територія округу належала провінціям Нижнє Алентежу й Ештремадура. Площа — 5064 км². Поділяється на 13 муніципалітетів і 55 парафій. Населення — 866 794 ос. (2009), густота населення — 171,17 осіб/км²
. Код ISO 3166-2 — PT-15. У складі округу є міська агломерація Великий Лісабон.

## Географія
На півночі межує з округом Сантарен, на північному сході — з округом Евори, на сході й півдні — з округом Бежа. На заході омивається водами Атлантичного океану.

## Муніципалітети
1. Алкасер-ду-Сал
2. Алкошете
3. Алмада
4. Баррейру
5. Грандола
6. Мойта
7. Монтіжу
8. Палмела
9. Сантіагу-ду-Касен
10. Сезімбра
11. Сейшал
12. Сетубал
13. Сінеш

## Кулінарія
Округ Сетубал є одним з двох округів Португалії, де виробляють сир Серпа.

## Українська громада
За попередніми даними Португальської міграційної служби станом на 2007 рік, у Сетубальському окрузі легально проживає 1 845 українців (сьома за чисельністю громада).